# Psychoda dantilandensis
Psychoda dantilandensis är en tvåvingeart som beskrevs av Bravo, Cordeiro och Carlos Chagas 2006. Psychoda dantilandensis ingår i släktet Psychoda och familjen fjärilsmyggor. Inga underarter finns listade i Catalogue of Life.